# Ardžunájanové
Ardžunájanové byl starověký kmen v severní Indii v oblasti Mathury. O tomto kmeni se zmiňuje Čánakja ve svém díle Arthašástra. Název kmene je patrně odvozen od Ardžuny, védského hrdiny a jednoho z hlavních postav indického eposu Mahábhárata. 
Ardžunájanové byli spojenci sousedního kmene Jaudhéjevů a společně s nimi si pravděpodobně někdy v 1. století př. n. l. vybojovali nad Indo-řeckým královstvím nezávislost. V průběhu 5. století byli Ardžunájové i Jaudhéjevové poraženi guptovským králem Samudraguptou a jejich území bylo začleněno do říše Guptů, která byla tehdy na vrcholu svého rozmachu.